# 不容穴
不容穴是属于足陽明胃經的腧穴。

## 定位
臍中直上6寸（巨闕穴），旁開2寸。或天樞穴直上6寸。

## 主治
嘔吐、胃痛、腹脹等。

## 操作
直刺0.5～0.8寸；可灸。